# Лондонская джиномания

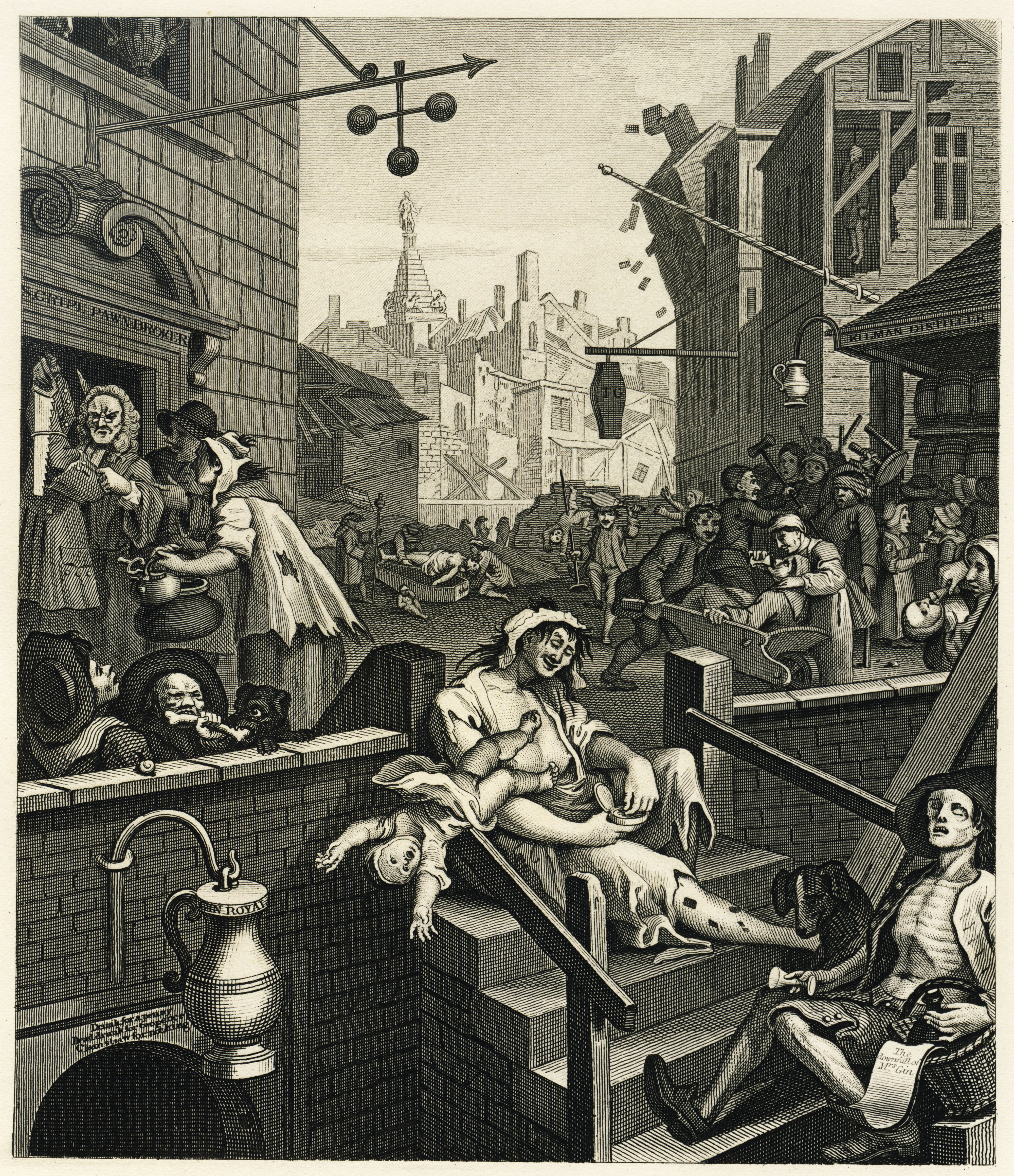
Переулок джина, Уильям Хогарт, 1751 год

Лондонская джиномания (англ. Gin Craze — джиновое безумие) — бум потребления джина в Великобритании, преимущественно в Лондоне, пришедшийся на первую половину XVIII века. Чрезмерное употребление джина и пьянство сродни эпидемии вело к моральному разложению бедных слоёв населения. Попытки властей законодательно ограничить производство и продажу джина тянулись годами и потерпели ряд неудач.
Всего Парламентом было принято пять законов, контролирующих потребление джина: в 1729, 1736, 1743, 1747 и 1751 годах. Несмотря на доступность других алкогольных напитков и значительный уровень употребления алкоголя во всех слоях общества, джин вызывал наибольшее общественное беспокойство. Джином в то время называли все зерновые спирты, не только женевер.

## Увеличение потребления джина
Джин стал популярен в Англии в 1688 году, после славной революции, когда нидерландский монарх Вильгельм Оранский стал править Великобританией. Женевер — национальный нидерландский напиток, считающийся прародителем джина, — стали активно пить и в Англии. Изначально предполагалось, что напиток следует употреблять как микстуру — в определённых дозах и с целью вылечить недуги вроде подагры и расстройства пищеварения. Однако очень скоро джин из лекарства превратился фактически в пойло. Джин выступил в качестве альтернативы французскому бренди во время политического и религиозного конфликта между Британией и Францией. Между 1689 и 1697 правительство ввело ряд ограничений на импорт бренди, а также законы в поддержку производства джина. В первую очередь, в 1690 году была разрушена монополия Лондонской гильдии винокуров, рынок производства джина открылся. Властью поддерживалось производство и потребление джина, который был тогда популярен в среде политиков, даже у королевы Анны. Налоги на производство спирта были снижены. Кроме того, винокурам не требовалась лицензия, что позволяло им содержать более простые и менее затратные мастерские, чем у пивоваров. Джин стремительно завоёвывал алкогольный рынок и к 1740 году вытеснил даже столь любимое британцами пиво, превысив объём его производства в 6 раз.
Экономический протекционизм стал основной причиной начала лондонской джиномании. Цены на еду снизились, доходы росли, и на свободные средства у потребителей появилась возможность покупать крепкое спиртное.
К 1721 году магистраты Мидлсекса уже осуждали джин как «главную причину всех пороков и распутства, совершаемых среди низшего сорта людей». Практически копеечная стоимость изготовления джина сделала его доступным для самых бедных слоёв населения, что завоевало напитку не лучшую славу. Иногда рабочие получали часть жалования джином вместо денег. В 1730-х годах многочисленные питейные заведения, где подавался джин, активно использовали в рекламе формулировку «Напейся за 1 пенс, упейся вусмерть — за два, а солома — бесплатно». Под «соломой» имелась ввиду соломенная постель.
В одном только Лондоне на тот момент действовало около 7 тысяч джиновых питейных, а всего в год столица дистиллировала примерно 10 миллионов галлонов напитка. Производители платили всего 2 пенса налога за галлон джина против 4 шиллингов и 9 пенсов за галлон крепкого пива. Купить джин можно было не только в таверне, но и прямо с рук — у бакалейщика или даже парикмахера.
Потребление напитка было столь высоким, что вскоре это отразилось на показателях рождаемости и смертности — во всяком случае, именно джин считали виновником бедственного положения. В 1723 году смертность в Лондоне превысила рождаемость: в течение следующих 10 лет около 75 % детей умирали, не достигнув возраста 5 лет. Джин стали называть «разрушителем материнства»: чрезмерно активное потребление среди женщин и мужчин привело к падению фертильности. Более того: у джиновых пьяниц дети рождались с различными деформациями и многочисленными болезнями.
Повальное употребление джина спровоцировало, помимо прочего, ещё и рост преступности. Неумеренность в питие можжевелового напитка прочно увязалась в сознании современников с социальным и моральным разложением общества. Женщины бросали больных новорождённых, семьи продавали дочерей в проститутки, чтобы заработать на выпивку, джином поили маленьких детей, чтобы те не плакали и быстрее засыпали, — именно такой рисуется картина периода, вошедшего в историю под названием «джиновой лихорадки» или «джинового безумия».

## Законы о джине 1736 и 1751 годов
Британское правительство предпринимало ряд попыток остановить джиновую лихорадку. Закон о джине 1736 года облагал налогом розничные продажи спиртных напитков по ставке 20 шиллингов за галлон и требовал от лицензиатов получать годовую лицензию за 50 фунтов стерлингов на продажу джина, что сегодня эквивалентно 8000 фунтов. Цель заключалась в том, чтобы остановить торговлю, сделав её экономически невыгодной. К тому времени выяснилось, что каждый лондонец выпивает в среднем 50 литров джина в год. Было приобретено всего лишь две лицензии. В ночь перед вступлением закона в силу производители распродавали товар по невероятно низкой цене. Торговля продолжалась незаконно, потребление снизилось, но затем продолжало расти. Закон был фактически отменён к 1743 году вследствие его несоблюдения, массовых беспорядков и насилия (особенно по отношению к информаторам, которым платили 5 фунтов стерлингов за обнаружение незаконных магазинов с джином). Незаконно производимый джин был хуже качеством и более опасен для здоровья.
По мере роста потребления джина началась кампания за более эффективное законодательство, возглавляемая епископом Томасом Уилсоном. Среди известных борцов с джином были Генри Филдинг, Джозайя Такер, Даниель Дефо (писал, что «джин — причина большинства проблем Лондона»), Уильям Хогарт. Гравюра Хогарта «Переулок джина» — широко известное изображение лондонской джиномании, часто рассматриваемое вместе с другой гравюрой «Пивная улица», где изображён контраст между несчастными потребителями джина и здоровыми радостными потребителями пива.
Лондонская джиномания пошла на спад после Закона о джине 1751 года. Этот закон снизил ежегодные лицензионные сборы, но поощрил «респектабельную» продажу джина, потребовав от лицензиатов торговать в помещениях, арендованных не менее чем за 10 фунтов стерлингов в год. Историки также предполагают, что потребление джина снизилось не благодаря законодательству, а вследствие растущих цен на зерно. Так или иначе, повальное увлечение джином практически закончилось к 1757 году. В викторианскую эпоху произошло возрождение потребления джина, связанное с появлением лондонского сухого джина.